# Сакурада, Дзюнко
Дзюнко Сакурада (яп. 淳子桜田, род. 14 апреля 1958) — японская певица и актриса. Она входила в музыкальное трио в 1973 году в составе которого были Момоэ Ямагути и Масако Мори. Сакурада затем стала успешной в сольной музыкальной карьере.
В 1979 году Сакурада появилась в фильме производства компании Toho и стала популярной в качестве актрисы. Она получила несколько наград за свою актёрские роли, в том числе премию Hochi Film Award, премию японской Академии, премию Kinema Junpo Award, и Майнити (премия).

## Биография
Сакурада родилась в 1958 году. В 1973 году она вошла в Хитовое женское трио, музыка которой стала популярной в рамках телевизионной программы Фабрика звезд, они были известны как «Трио одиннадцатиклассниц». После, она покинула музыкальную группу и попробовала себя в сольной музыкальной карьере, став впоследствии, как утверждают представители музыкальной индустрии, суперзвездой и музыкальным идолом. Музыка Сакурада вдохновила позже 15-летнего Юнити Хирогами стать классическим дирижером. Хирогами основал фан-клуб, посвященный Сакураде, в 1973 году, расположенный в Тикасаки, префектура Канагава близ Токио. В 1979 году Сакурада появилась на главной роли в фильме «Висячий дом» производства компании Toho. К 1991 году она стала «киношной сердцеедкой».
Сакурада присоединилась к Движению Объединения в 1977 году. В июле 1992 года, Сакурада объявила, что жениха ей будет сватать Мун Сон Мён. Это привело к «суматохе среди японских парней» борющихся за право стать её женихом. В августе 1992 года Сакурада приняла участие на церемонии благословения в Южной Корее. Свадьба состоялась в Сеуле. Вместе с 10000 других пар представляющих 131 страну, она и её жених приняли участие в церемонии.
Её муж, японский бизнесмен, также является членом Движения Объединения и должностным лицом Движения. Сакурада сказала журналистам, что она счастлива и довольна подобранным Муном мужем, от которого у пары позже появилось трое детей.